# 생사귀
생사귀(生死鬼)는 한국 무속신앙에서 전하는 존재다.
머나먼 서천불국세계 바닷속에 사는 김수앙(金守仰)의 딸 검물덕(檢勿德)에게 『조선국인명총록책』(朝鮮國人名摠錄冊)이라는 책이 있는데, 이 책에는 조선 사람들의 이름과 수명이 모두 적혀 있다. 검물덕이 때때로 아이를 낳는데, 이 아이가 생사귀다. 생사귀의 모습은 까맣고 머리에 다섯 갈래 뿔이 있다. 자기 어미의 『인명총록』에 따라 수명이 다 된 사람을 저승으로 끌고가는 저승사자의 역할을 한다. 검물덕이 생사귀를 낳을 때 피를 많이 흘리면 흉년이 든다.:249
조선 성종 때 이결(李結)이라는 뱃사람이 꿈속에 세조가 나와 그런 이야기를 해주었다고 하니 의금부에서 요망한 소리를 퍼뜨리는 이결을 잡아 족치라고 간하였다. 성종이 자비를 베풀어 사형만은 면하게 해주었다는 기사가 『성종실록』 성화 7년 음력 4월 27일자에 실려 있다.:249